# Rhodeus
Genre
Rhodeus est un genre de poissons téléostéens de la famille des Cyprinidae et de l'ordre des Cypriniformes. Le nom scientifique est dérivé du mot grec « rhodeos », ce qui signifie "rose". La plupart des espèces du genre sont limitées à l'Asie, mais deux espèces se rencontrent en Europe (Rhodeus amarus et Rhodeus meridionalis).
Les Rhodeus vivent peu longtemps, généralement environ cinq ans seulement. Leur taille maximale est de 11 centimètres, mais ils ne l’atteignent généralement pas. Les Rhodeus habitent les eaux aux écoulements lents ou les eaux tranquilles, comme les étangs, les lacs, les marais, les mares boueuses et sablonneuses, et les eaux dormantes des rivières. Parce qu'ils dépendent de moules d'eau douce pour se reproduire, leur aire de répartition est limitée. Les Rhodeus sont omnivores, se nourrissant d’invertébrés et de plantes.
Les Rhodeus ont une stratégie de reproduction remarquable. En effet les géniteurs transfèrent la responsabilité de la garde de leurs jeunes à diverses espèces de moules d'eau douce (Unionidae et Margaritiferidae). La femelle étend son long oviducte dans la cavité du manteau de la moule et dépose ses œufs entre les filaments des branchies. Le mâle éjecte alors son sperme dans le courant de l'eau inhalant de la moule et la fécondation a lieu dans les branchies de l'hôte. La même femelle peut utiliser un certain nombre de moules, et y déposer seulement un ou deux œufs dans chacune d'elles. Les œufs sont de forme ovale. Aux premiers stades du développement, ils sont alors protégés contre les prédateurs dans le corps de la moule. Après 3 à 4 semaines, les larves nagent loin de leurs hôtes et continuent leur propre développement.
En 1936, la bouvière (Rhodeus sericeus) – comme le lapin ou la souris - fut proposée comme indicatrice décelant la grossesse en répondant aux hormones présentes dans l'urine d'une femme enceinte, mais ces travaux ont été plus tard discrédités. La bouvière perdant son statut, les lapins et souris réintégraient, à l'époque, ces indicateurs naturels,.

## Liste des espèces

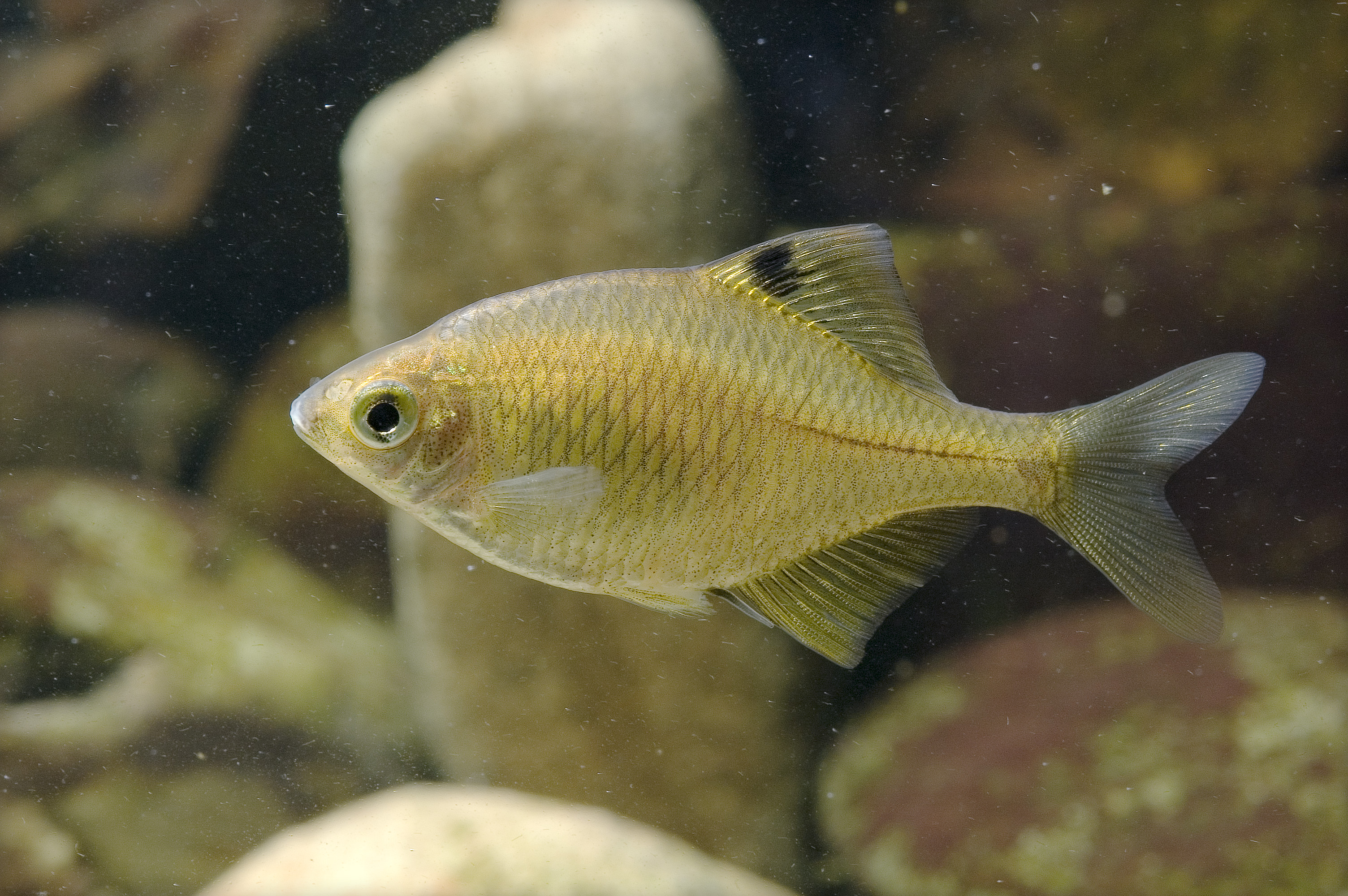
Rhodeus ocellatus

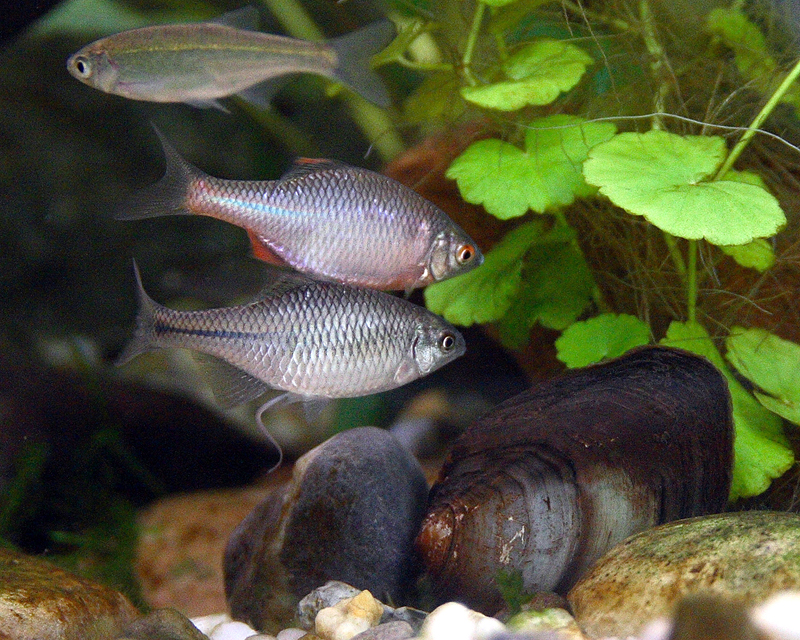
Rhodeus sericeus Couple en reproduction - la femelle plus terne laisse aisément apparaitre son long oviducte

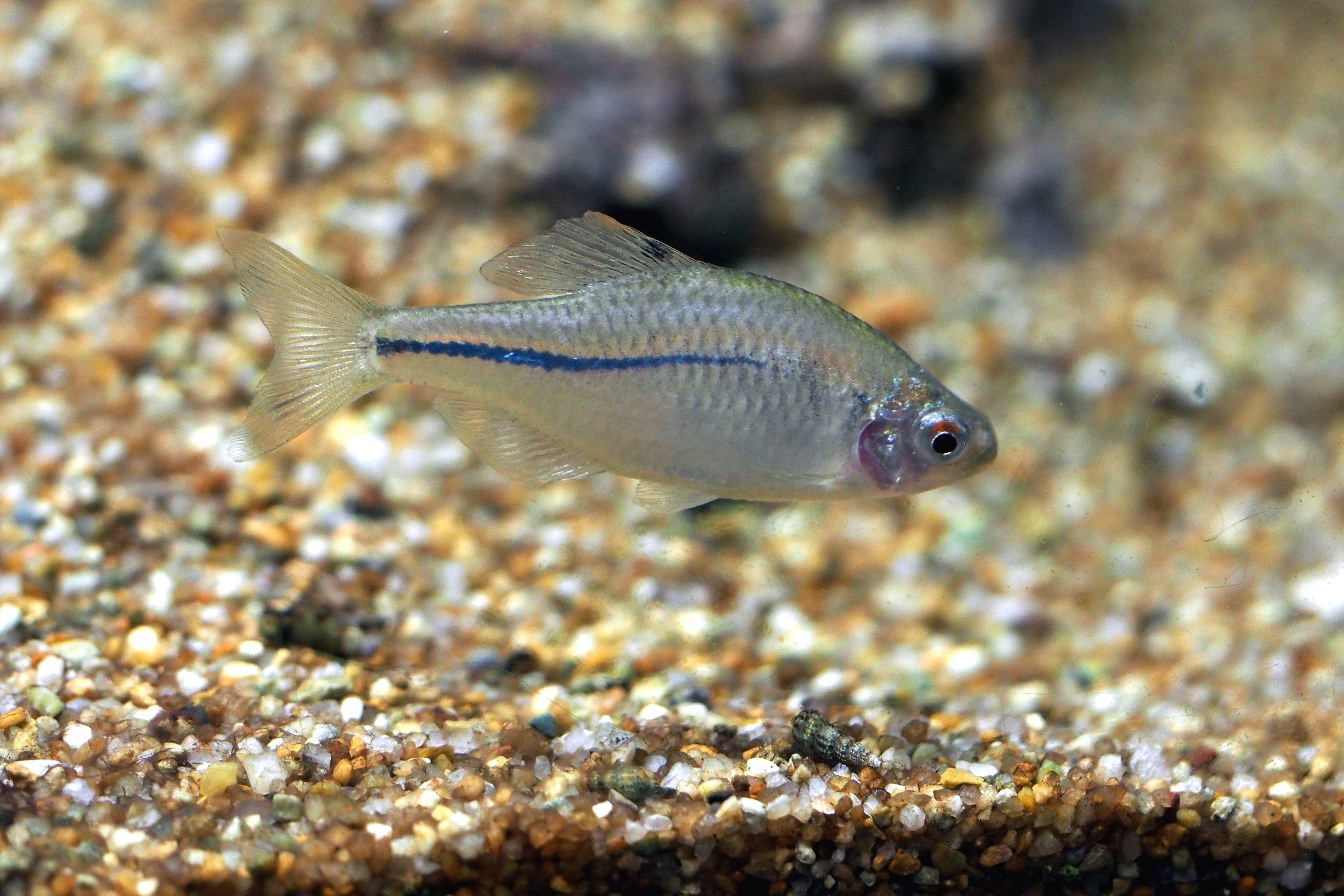
Rhodeus sinensis

Ce genre et Acheilognathus ont une histoire taxonomique alambiquée, l’un est inclus dans l’autre. Ils sont maintenant considérés comme séparés, mais certaines espèces autrefois du genre Rhodeus sont maintenant dans Acheilognathus. Il y a actuellement 22 espèces reconnues dans ce genre. Un certain nombre possède des sous-espèces ou variétés géographiques.
Selon FishBase (30 juillet 2015) - 21 espèces :
- Rhodeus amarus (Bloch, 1782)
- Rhodeus amurensis (Vronsky, 1967)
- Rhodeus atremius (Jordan & Thompson, 1914)
- Rhodeus colchicus Bogutskaya & Komlev, 2001
- Rhodeus fangi (Miao, 1934)
- Rhodeus haradai Arai, Suzuki & Shen, 1990
- Rhodeus laoensis Kottelat, Doi & Musikasinthorn, 1998
- Rhodeus lighti (Wu, 1931)
- Rhodeus meridionalis Karaman, 1924
- Rhodeus monguonensis (Li, 1989)
- Rhodeus ocellatus (Kner, 1866)
- Rhodeus pseudosericeus Arai, Jeon & Ueda, 2001
- Rhodeus rheinardti (Tirant, 1883)
- Rhodeus sciosemus (Jordan & Thompson, 1914)
- Rhodeus sericeus (Pallas, 1776)
- Rhodeus shitaiensis Li & Arai, 2011
- Rhodeus sinensis Günther, 1868
- Rhodeus smithii (Regan, 1908)
- Rhodeus spinalis Oshima, 1926
- Rhodeus suigensis (Mori, 1935)
- Rhodeus uyekii (Mori, 1935)

## Note
Également, selon Li, F. & Arai, R. (2014), une 22e espèce :
- Rhodeus albomarginatus F. Li & R. Arai, 2014[4]

## Galerie

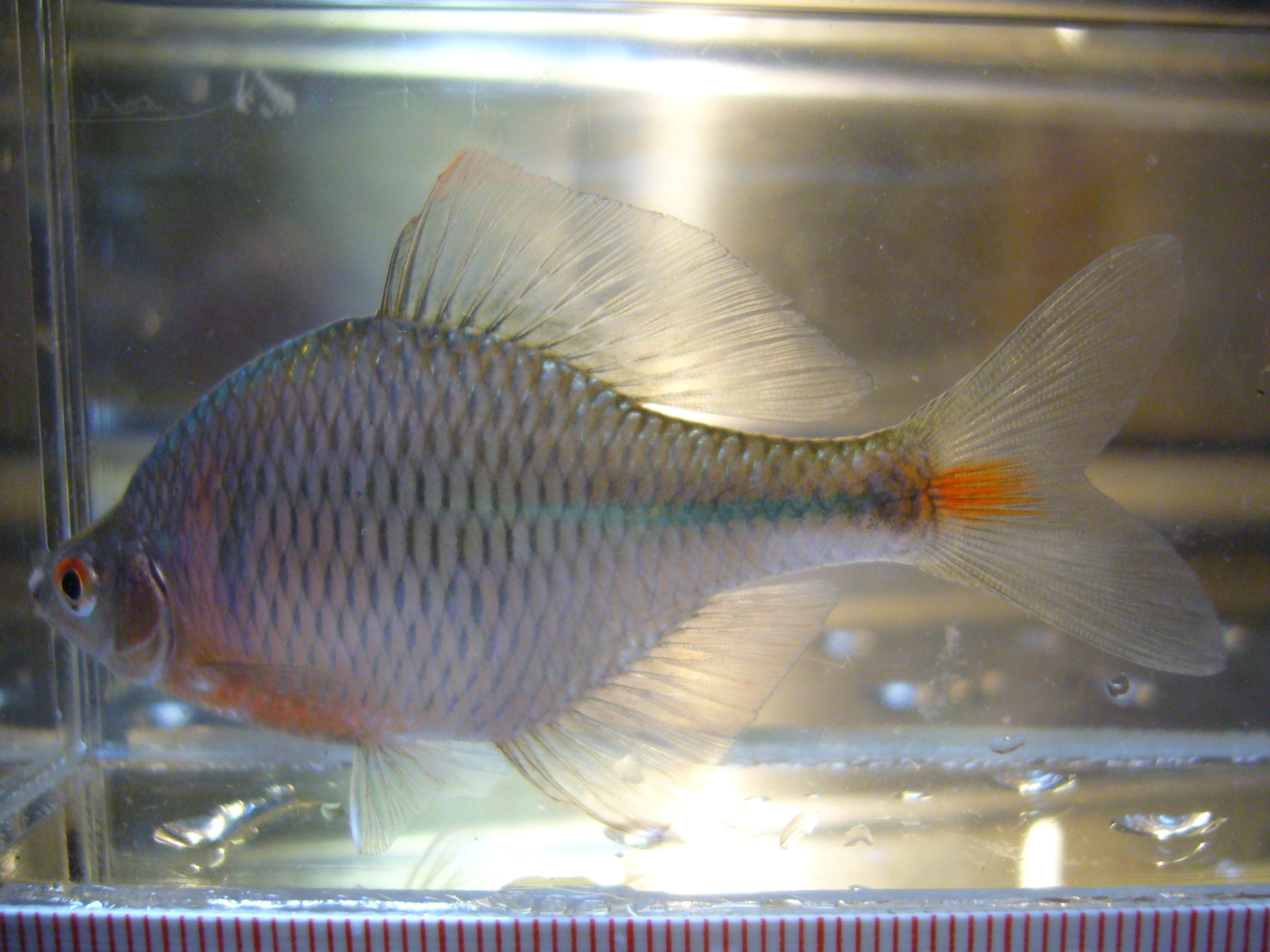
Rhodeus ocellatus
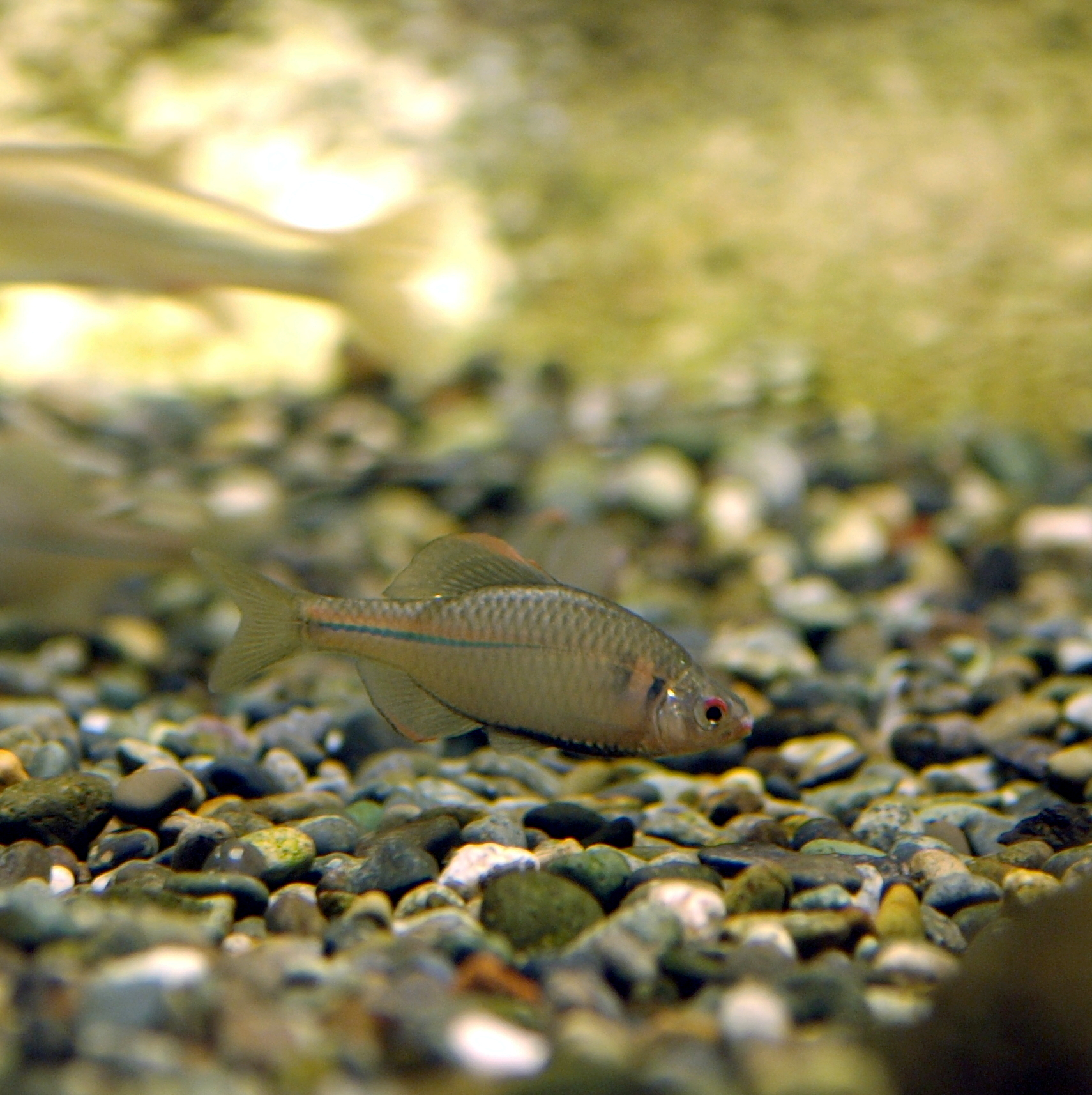
Rhodeus atremius
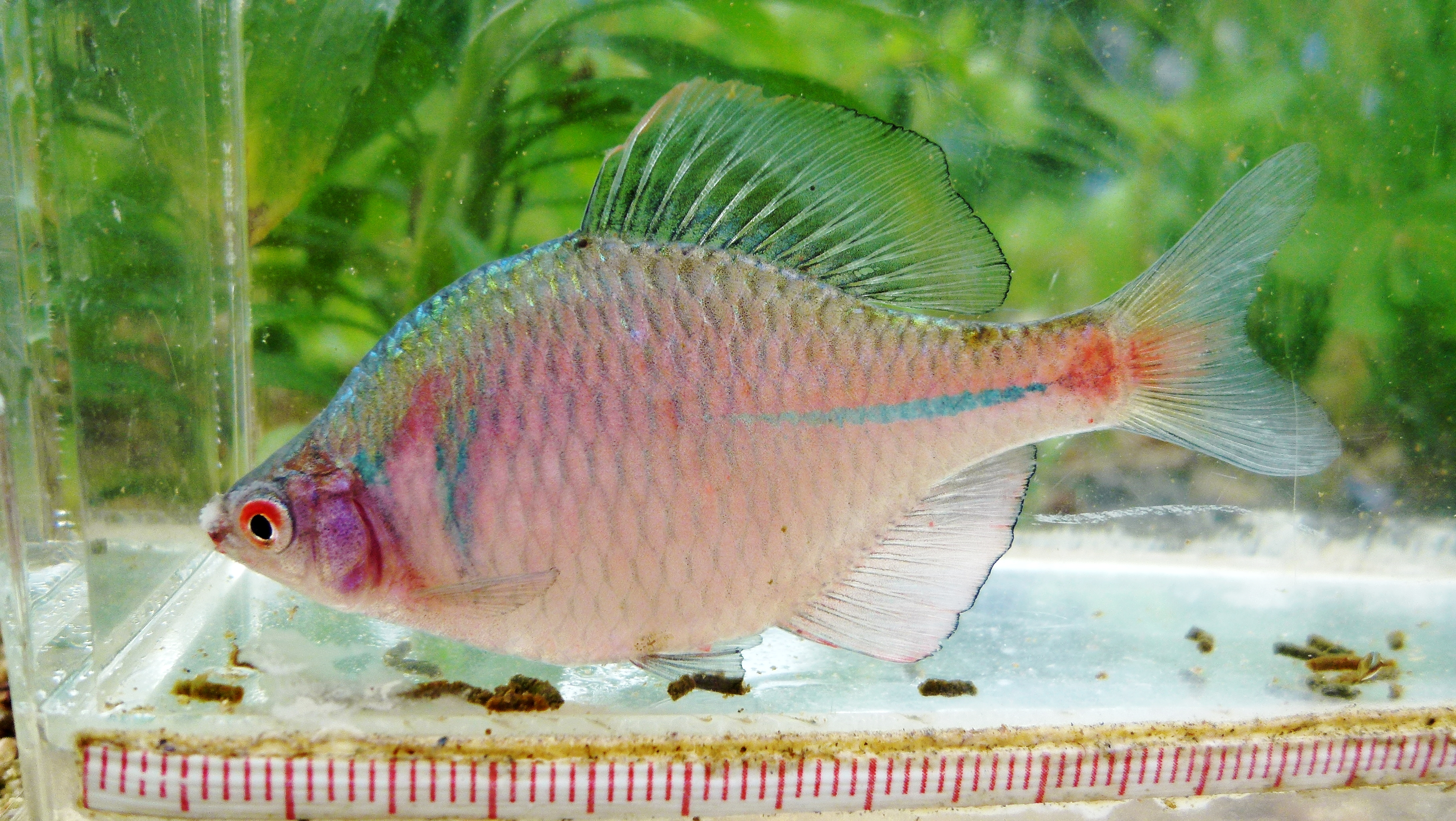
Rhodeus ocellatus kurumeus
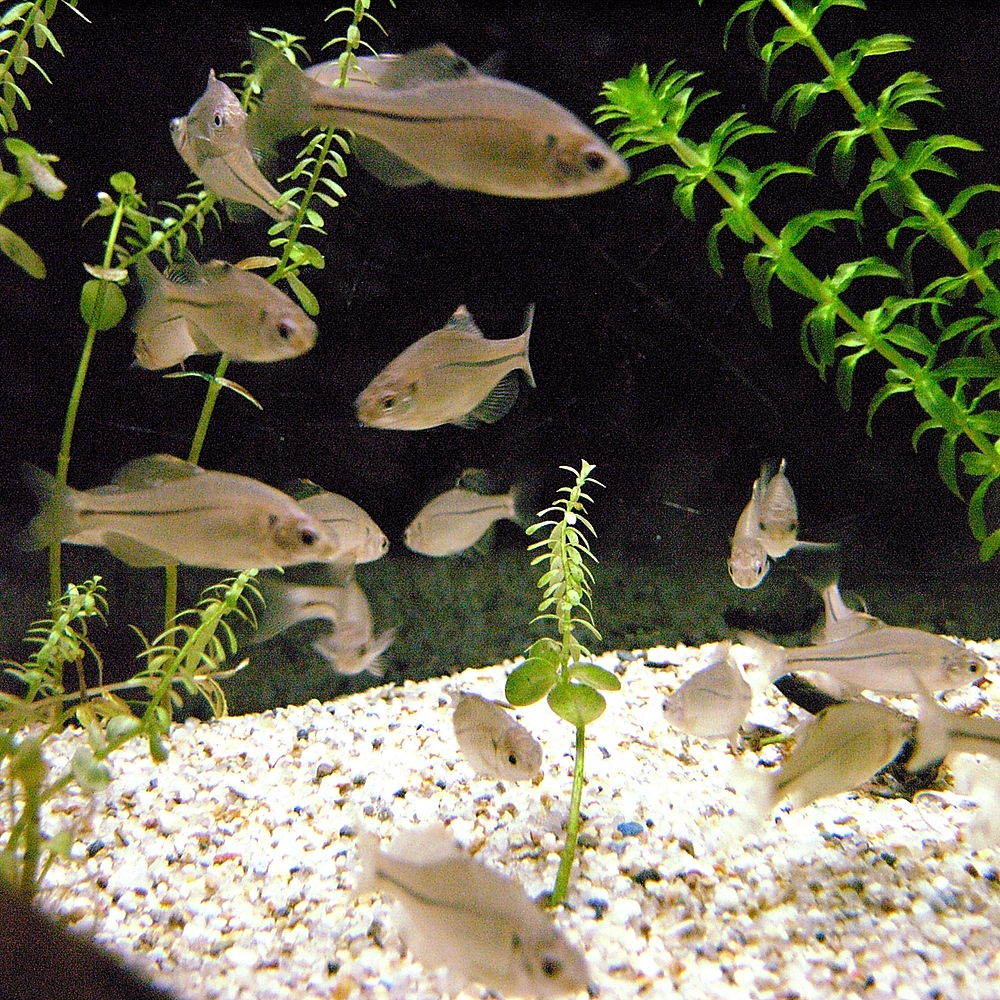
Rhodeus atremius suigensis
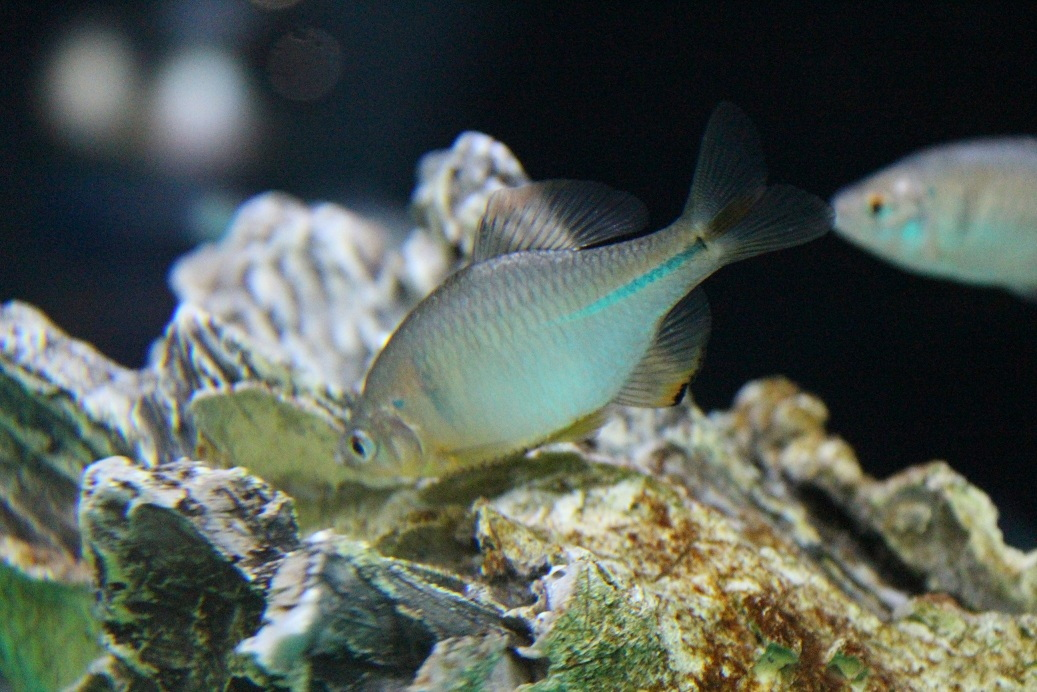
Rhodeus uyekii